# William Droegemueller
William Droegemueller (Estados Unidos, 7 de octubre de 1906-23 de febrero de 1987) fue un atleta estadounidense, especialista en la prueba de salto con pértiga en la que llegó a ser subcampeón olímpico en 1928.

## Carrera deportiva
En los JJ. OO. de Ámsterdam 1928 ganó la medalla de plata en el salto con pértiga, con un salto por encima de 4.10 m, tras su compatriota Sabin William Carr que batió el récord olímpico con 4.20 metros, y por delante de otro estadounidense Charles McGinnis (bronce con 3.95m).